# Quadrelle
Quadrelle község (comune) Olaszország Campania régiójában, Avellino megyében.

## Fekvése
A megye nyugati részén fekszik. Határai: Mercogliano, Mugnano del Cardinale, Sirignano és Summonte.

## Története
Valószínűleg a normann uralom idején, a 11-12. században alapították. A következő századokban nemesi birtok volt. A 19. században nyerte el önállóságát, amikor a Nápolyi Királyságban felszámolták a feudalizmust.

## Népessége
A népesség számának alakulása:

## Főbb látnivalói
- Castello (normann kori vár)
- Santissima Annunziata-templom